# Martha Mijares (actriz mexicana)
Martha Mijares Serrano (Ciudad de México, 19 de enero de 1938 - Monterrey, Nuevo León, México, 5 de octubre de 2018), fue una actriz mexicana, generalmente reconocida por su participaciones en películas como Vivir a todo dar (1956), El chismoso de la ventana (1956) y Nunca me hagan eso (1957), con Antonio Espino "Clavillazo", y El vividor (1956) y Escuela para suegras (1957), ambas con Germán Valdés "Tin-Tan".[cita requerida]

## Biografía
Martha Mijares Serrano nació en la Ciudad de México el 19 de enero de 1938, donde realizó sus estudios de educación básica, para después incursionar en la Escuela de Teatro de Bellas Artes. Es recién egresada en la escuela cuando llama la atención de productores cinematográficos por su bello y expresivo rostro. Sus primeras apariciones fueron meras pruebas para ver su lucimiento en la cámara en las cintas Cuando me vaya  y Si volvieras a mí  de 1953, protagonizadas por Libertad Lamarque. Su primera gran oportunidad se la dio el director Ismael Rodríguez en la película Maldita ciudad  (1954) con Fernando Soler, ganándole el papel a Silvia Derbez, su trabajo en este film le valió la nominación al Premio Ariel como mejor actriz juvenil, siendo derrotada por Maricruz Olivier por su excelente actuación en Orquídeas para mi esposa (1954).
Las siguientes películas de Mijares no tuvieron mayor virtud que la de su grata presencia, hasta que llegó su consagración en Con quien andan nuestras hijas (1955), con Silvia Derbez y Yolanda Varela, aquí se roba totalmente la pantalla y se gana la enemistad de Silvia Derbez, quien nunca le perdonó el hecho de ganarle el papel de Maldita ciudad. Después de esta le siguieron tres películas al lado del comediante Antonio Espino "Clavillazo": Vivir a todo dar, El chismoso de la ventana (1956) y Nunca me hagan eso (1957), y dos junto a Germán Valdés "Tin-Tan": El vividor (1956) y Escuela para suegras (1957).
Tras la comedia siguieron películas con las que el público la identificaba, entre las que resaltan: El caso de una adolescente (1957), con Carlos López Moctezuma y Andrea Palma, ¿Adónde van nuestros hijos? (1958), junto a Dolores del Río y Tito Junco, Mi esposa me comprende (1957) con Arturo de Córdova, Marga López  y Lilia Prado, Mis padres se divorcian (1957), con Libertad Lamarque y Arturo de Córdova y la que sería su última y mejor película: Quinceañera (1958) con Teresa Velázquez, Maricruz Olivier  y Alfonso Mejía.
Se retiró del medio artístico a los 22 años después de solo 7 años de carrera (1953-1960). 
Mijares se casó después del rodaje de Quinceañera, con el empresario José María Funtanet Martí, con quien tuvo tres hijos; Martha, José María y Gerardo. Después de su matrimonio decidió retirarse definitivamente de la actuación y desde entonces manejó su vida privada con total discreción.
Falleció en 2018 en Monterrey, Nuevo León.[cita requerida]

## Filmografía
- 1960 Luciano Romero
- 1958 Quinceañera
- 1958 Impaciencia del corazón
- 1958 La última lucha
- 1958 El hombre del alazán
- 1958 ¿Adónde van nuestros hijos?
- 1957 Mis padres se divorcian
- 1957 El cariñoso
- 1957 Mi esposa me comprende
- 1957 El caso de una adolescente
- 1957 Raffles
- 1956 Escuela para suegras
- 1956 Nunca me hagan eso
- 1956 El chismoso de la ventana
- 1956 Bodas de oro
- 1955 Vivir a todo dar
- 1955 El vividor
- 1955 Con quién andan nuestras hijas
- 1954 La venganza de los Villalobos
- 1954 Los tres Villalobos
- 1954 Tres bribones
- 1954 ¡Vaya tipos!
- 1954 Maldita ciudad (un drama cómico)
- 1953 Se solicitan modelos
- 1953 Si volvieras a mí
- 1953 Cuando me vaya
- 1953 Orquídeas para mi esposa

## Reconocimientos

### Premios Ariel
| Año  | Categoría         | Película       | Resultado |
| ---- | ----------------- | -------------- | --------- |
| 1955 | Actuación Juvenil | Maldita Ciudad | Nominada  |